# Blandouet-Saint Jean
Blandouet-Saint Jean község Franciaország Loire mente régiójában, Mayenne megyében. Új községként 2017. január 1-jén jött létre Saint-Jean-sur-Erve és Blandouet korábbi községek egyesítésével. Az egyesüléskor az új község lélekszáma 651 fő lett. Lakosainak száma 556 fő (2022. január 1.).

## Népesség
| Lakosok száma | 626  | 605  | 590  | 576  | 561  | 559  | 556  |
|               | 2015 | 2017 | 2018 | 2019 | 2020 | 2021 | 2022 |